# Karine Salinas
Karine Salinas (Mont-Saint-Aignan, 5 marzo 1973) è un'ex pallavolista francese.
Giocava nel ruolo di palleggiatrice.

## Palmarès

### Club
- Campionato francese: 11

1994-95, 1995-96, 1997-98, 1998-99, 2001-02, 2002-03, 2003-04, 2004-05, 2005-06, 2008-09,
2009-10
- Campionato italiano: 1

1999-00
- Coppa di Francia: 10

1995-96, 1996-97, 1997-98, 1998-99,  2002-03, 2003-04, 2004-05, 2005-06,  2008-09, 2009-10
- Champions League: 2

2001-02, 2002-03

### Nazionale (competizioni minori)
- Giochi del Mediterraneo 2001

### Premi individuali
- 2003 - Champions League: Miglior palleggiatrice